# Roofbouw
Roofbouw is het onverstandig beheer van landbouwgrond, waardoor deze grond het vermogen verliest om de opbrengsten van voorheen nog te kunnen leveren.
Een goed voorbeeld van de mogelijke gevolgen van roofbouw is de cultuur van de Klassieke Maya. Het stelsel van stadstaten dat in de 7e en 8e eeuw bijzonder succesvol was leidde tot een bevolkingsgroei die gepaard ging met onverantwoorde vernietiging van de bebossing. De erosie die er het gevolg van was deed in de 9e eeuw in het zuidelijk deel van het land van de Maya de ene staat na de andere ineenstorten. Grote gebieden raakten ontvolkt en zo kreeg het bos de gelegenheid weer terug te keren.
De term roofbouw wordt ook overdrachtelijk gebruikt. Bijvoorbeeld iemand die zichzelf niet voldoende rust of ontspanning gunt of zich tot drugs wendt pleegt roofbouw op zijn eigen lichaam.

## Mijnbouw
Bij mijnbouw onder de grond moet er altijd voor gezorgd worden dat er voldoende ondersteuning blijft bestaan, omdat anders de bovenliggende lagen niet meer gedragen worden en kunnen instorten. In kalksteengroeves waarin ondergrondse gangenstelsels worden uitgehouwen, moeten blokbrekers voldoende ondersteunende kalksteenpilaren laten staan, anders pleegt men roofbouw en kan de groeve instabiel worden en instorten. Een voorbeeld van een kalksteengroeve waar roofbouw is gepleegd is Groeve de Hel.